# 아자와드
아자와드국(신티피나그 문자: ⴰⵣⴰⵓⴷ, 아랍어: أزواد, 프랑스어: État indépendant de l’Azawad 에타 인데펜단 드 이아자와드[*])은 말리의 북부 지역인 아자와드(Azaouad, Azawad)지역에서 말리군을 격퇴한 ‘아자와드 민족해방운동’(National Movement for the Liberation of Azawad, 줄여서 MLNA라고 부름)과 다른 투아레그 반군 집단들이 말리의 북부 지역에서 독립을 선언했던 미승인 국가였다. 아자와드는 말리 북부의 팀북투 주, 키달 주, 가오 주와 몹티 주 일부를 점유하고 있었으며, 국제적으로 이곳은 말리 공화국의 일부로 인식되고 있다.

이것은 말리 전체의 이슬람화를 추구하는 근본주의 이슬람 단체들이 아자와드 민족해방운동을 몰아냈기 때문으로 2012년 11월 아자와드 지역은 서아프리카 지하드 통일운동을 중심으로 한 근본주의 이슬람 세력에 의해 통치되었다. 따라서 현재에는 국가가 존재하지 않는다. 서아프리카 지하드 통일운동이 인권 유린을 하면서 말리 내전에 프랑스군과 말리군, 아자와드 민족해방운동이 근본주의 이슬람 세력을 몰아내기 위해 전투를 벌여 근본주의 이슬람 세력을 패퇴시켰다. 현재 아자와드 민족해방운동은 아자와드 지역의 자치를 추진하고 있다.

## 역사
2012년 4월 6일, 아자와드 민족해방운동(MLNA)을 대표하는 웹사이트에서 독립 국가를 선언했으나, 이 독립 선언은 국제적으로 인정받지 못하고 있다. 오른쪽의 지도에서 진한 녹색이 아자와드, 밝은 회색이 말리이다. 하지만 2012년 7월 15일, 반군은 분리국가 건설 목표를 포기했다고 밝혔다.

## 같이 보기
- 말리

## 국명
아자와드라는 말은 아랍어이다.(아랍어: أزواد)

## 종교
대부분의 국민들은 이슬람교도이다.

## 지리
대부분의 국토가 사하라 사막이며, 아자와드는 남쪽으로는 부르키나파소와 말리, 서쪽과 북서쪽으로는 모리타니, 북쪽으로는 알제리, 동쪽과 남동쪽으로는 니제르와 국경을 접하고 있으며, 사하라와 사헬 영역에 걸쳐져 있다.